# Треля, Гражина
Гражи́на Треля (пол. Grażyna Trela) — польская актриса театра и кино.

## Биография
Гражина Треля родилась 13 мая 1958 года в селе Леньче в Малопольском воеводстве Польши. Актёрское образование получила в Государственной высшей театральной школе им. Людвика Сольского в Кракове, которую окончила в 1981 году.

## Избранная фильмография
- 1982 — Великий Шу / Wielki Szu — Дорота, жена Ярека
- 1983 — Предназначение / Przeznaczenie — Мария Заёнц, мать Казимежа Тетмайера-сына
- 1984 — Секс-миссия / Seksmisja — охранница в шахте
- 1985 — Дезертиры / C.K. Dezerterzy — рыжая
- 1986 — Герой года / Bohater roku — Сабина
- 1987 — Лук Купидона / Łuk Erosa — Марыся Меховская
- 1990 — Возвращение волчицы / Powrót wilczycy — Кристина Ожельская, жена Камиля
- 1990 — Прощание с осенью / Pożegnanie jesieni — Зофья Острабендзкая, невеста Базакбаля
- 1995 — История о мастере Твардовском / Dzieje mistrza Twardowskiego — чёрт инквизитор Бенанций
- 1995 — Ничего смешного / Nic śmiesznego — актриса в фильме Адама